# Arnstein, Bayern
Arnstein är en stad i Landkreis Main-Spessart i Regierungsbezirk Unterfranken i förbundslandet Bayern i Tyskland.